# Bänk, Zürich
Bänk är en ort i kommunen Dägerlen i kantonen Zürich i Schweiz. Den ligger cirka 5,5 kilometer norr om Winterthur. Orten har 142 invånare (2022).